# Юнивърсити Плейс
Юнивърсити Плейс (на английски: University Place) е град в окръг Пиърс, щата Вашингтон, САЩ. Юнивърсити Плейс е с население от 29 928 жители (2000) и обща площ от 21,9 km². Намира се на 61 m надморска височина. ЗИП кодът му е 98464, 98466, 98467, а телефонният му код е 253.